# Gonnosnò
Gonnosnò (en sard, Gonnosnò) és un municipi italià, dins de la província d'Oristany. L'any 2007 tenia 835 habitants. Es troba a la regió de Marmilla. Limita amb els municipis d'Albagiara, Ales, Baradili, Baressa, Curcuris, Genoni, Simala, Sini i Usellus.

## Administració
| Període | Identitat       | Partit        |
| ------- | --------------- | ------------- |
| 2005-   | Ireneo Pusceddu | Llista cívica |